# ملصقات بيئية

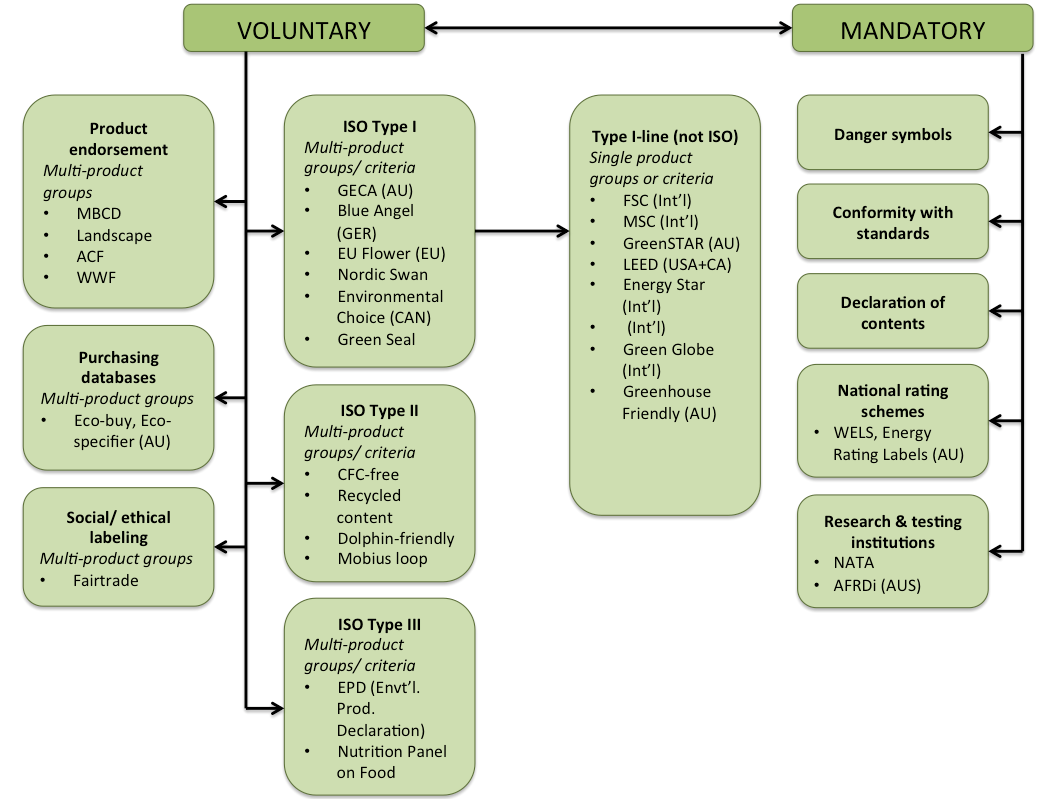
تصنيف الملصقات البيئية

الملصقات البيئية والملصقات الخضراء طريقة طوعية لشهادة الأداء البيئي ووضع العلامات. العلامة الإيكولوجية هي البطاقة التي تحدد التفضيل البيئي للمنتج أو الخدمة على أساس اعتبارات دورة الحياة. وعلى عكس الرموز الخضراء أو بيانات المطالبة التي يضعها المصنعون ومقدموا الخدمات، فإن العلامات الإيكولوجية تمنح من قبل طرف ثالث محايد في ما يتعلق ببعض المنتجات أو الخدمات التي يتم تحديدها بشكل مستقل بحيث تلبي معايير الريادة البيئية.
تُعتبر أنظمة لوضع العلامات على المنتجات الغذائية والاستهلاكية. الملصقات البيئية طوعية، أما الملصقات الخضراء يفرضها القانون؛ على سبيل المثال، في أمريكا الشمالية، تستخدم الأجهزة الرئيسية والسيارات نجمة الطاقة. وهي شكل من أشكال قياس الاستدامة الموجهة إلى المستهلكين، وتهدف إلى تسهيل أخذ الاهتمامات البيئية في الاعتبار عند التسوق. تحدد بعض الملصقات كمية التلوث أو استهلاك الطاقة عن طريق درجات المؤشر أو وحدات القياس، في حين يؤكد البعض الآخر الامتثال لمجموعة من الممارسات أو الحد الأدنى من المتطلبات للاستدامة أو الحد من الضرر الذي يلحق بالبيئة. تركز العديد من الملصقات البيئية على تقليل الآثار البيئية السلبية للإنتاج الأولي أو استخراج الموارد في قطاع معين أو سلعة معينة من خلال مجموعة من الممارسات الجيدة التي يتم التقاطها في معيار الاستدامة. من خلال عملية التحقق، التي يشار إليها عادةً باسم " الشهادة "، يمكن للمزرعة أو الغابات أو مصايد الأسماك أو المنجم أن تثبت أنها تمتثل لمعيار وتكسب الحق في بيع منتجاتها على أنها معتمدة من خلال سلسلة التوريد، مما يؤدي في كثير من الأحيان إلى المستهلك - مواجهة الملصقات البيئية.

## مشاركة ISO
شهدت السنوات القليلة الماضية اتجاهين رئيسيين في مجال الملصقات البيئية. هناك انفجار في أعداد برامج التعريف البيئي المختلفة في جميع أنحاء العالم وعبر قطاعات الأعمال وثانيًا انتشار برامج وضع العلامات الشاملة. قامت المنظمة الدولية للمعايير ISO بوضع معايير لممارسات الوسم داخل مخطط ISO 14000. تتعامل سلسلة ISO 14020 إلى 14025 مع الملصقات والإعلانات البيئية. اقترحت ISO ثلاث فئات من الملصقات البيئية وفقًا للجوانب المغطاة والصرامة المطلوبة لمنح الختم: النوع الأول في ISO 14024 ؛ النوع الثاني في ISO 14021 ؛ والنوع الثالث في ISO 14025. بالإضافة إلى ذلك، توجد فئة مختلفة في الأدبيات، والتي تمثل الملصقات البيئية التي تركز على جانب بيئي أو اجتماعي واحد فقط؛ تم إطلاق هذه الملصقات من قبل منظمات مستقلة.

## دورة ابتكار التصنيف الإيكولوجي
هناك علاقة وثيقة بين عملية وضع الملصقات البيئية والابتكار البيئي لأنها تعزز ظهور المنتجات الخضراء الجديدة وتحسن إستراتيجية الإدارة البيئية للمنظمات. علاوة على ذلك، فإن عملية وضع الملصقات البيئية هي عملية ابتكار بيئي دورية يتفاعل فيها المستهلكون والشركات والحكومات والمؤسسات. والغرض النهائي منه هو المساهمة في تطوير طرق الإنتاج والاستهلاك المستدامة والبيئية. في هذه العملية، يتم تلبية التوقعات البيئية للمستهلكين؛ تزيد الشركات من قيمتها التي تم إنشاؤها والاستيلاء عليها وتعزز استدامتها، وتعزز الحكومات والمؤسسات الإنتاج والاستهلاك الأنظف. وأخيرًا، هذه العملية ملموسة في المنتجات من خلال منح العلامات البيئية، والتي يتم عرضها بشكل واضح على السلع والخدمات.

## التاريخ
تطورت الملصقات الخضراء على السلع الاستهلاكية منذ أواخر السبعينيات، عندما أصبحت شهادة الملاك الأزرق الألمانية (Der Blaue Engel) أول علامة بيئية عالمية في عام 1978.